# Иван Бедров
Иван Петров Бедров е български журналист, директор на Българската служба на Радио Свободна Европа. Работил е в bTV, в новинарския ТВ канал RE:TV, в бизнес всекидневниците Пари и Капитал Daily, както и в интернет медиите Dir.bg и Clubz.bg.

## Биография
Завършил е английска гимназия, а после и английска филология.
От 15 октомври 2018 г. Иван Бедров е ръководител на Българската служба на Радио Свободна Европа, след като медията обявява връщането си в България през лятото на същата година.
Иван Бедров е дългогодишен репортер на „bTV новините“, а от 12 ноември 2006 г. телевизионен водещ и ключова фигура в неделното сутрешно публицистично предаване на bTV „Реално“, заменило предишното предаване от подобен тип В десетката с водещ Иво Инджев.
В началото на 2008 г. напуска bTV и става част от екипа на RE:TV. Водещ на основното коментарно предаване на телевизията „Булевард България“, което се излъчва от понеделник до петък в 19:00.
След закриването на RE:TV Иван Бедров става заместник главен редактор на вестник „Пари“, част от групата на Bonnier Business Press.
В края на октомври става управляващ редактор на всекидневника „Капитал Daily“, наследник на „Дневник“ и „Пари“. От февруари 2012 г. Иван Бедров е управляващ редактор „Видео съдържание“ в „Икономедия“.
От 2013 година Иван Бедров е редовен коментатор на Deutsche Welle. В началото на 2014 година става част от екипа на списанието и информационно-аналитичния сайт Clubz.bg.

## Отличия
- Голямата награда на Делегацията на Европейската комисия за 2006 г.
- Годишната награда „Димитър Пешев“ за отразяване проблемите на малцинствата за филма „Родопите 2006“ – 2006 година.
- Филмът на Иван Бедров и оператора Даниел Драганов „Българският Чикаго“ беше отличен на Международния филмов фестивал „Балфест“ – Сопот 2006 г.
- „Българският Чикаго“ получава и специалната награда на пловдивския медиен център „Европрес“
- Репортер на годината на bTV за 2004 г.